# Blended learning

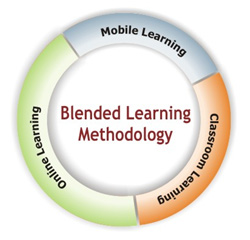

Blended learning - eller "blandade lärmiljöer" som det kallas på svenska - avser just en blandning av olika lärmiljöer. Blended learning kombinerar traditionella klassrumsmetoder med mer moderna datormedierade aktiviteter. Blandat lärande är en sorts flexibelt lärande, men det är inte synonymer. Flexibelt lärande kan ske helt på distans, medan blended learning alltid innehåller vissa fysiska möten.
Det finns många olika metoder för blended learning,[källa behövs] se till exempel det flippade klassrummet och NUDU.